# Хронологија радничког покрета код јужнословенских народа 1910—1918.
| Хронологија радничког покрета до 1919. године до 1879. 1880—1899. 1900—1904. 1905—1909. 1910—1918. | следећа целина: 1919—1929. ► |

Хронолошки преглед важнијих догађаја везаних за раднички и социјалистички покрет код јужнословенских народа који су се догодили од 1910. до 1918. године. Хронологија се бави догађајима на подручју бивше Југославије, а тада Аустроугарске и Османлијског царства, као и независних држава Краљевине Србије и Краљевине Црне Горе и општим догађајима везаним за међународни раднички покрет и јужнословенске народе.
Напомена: За догађаје који су се одигравали на територији данашњих држава Србије (без Војводине), Црне Горе и Македоније, где је до 1919. био на снази стари календар, односно јулијански календар, у загради се налази датум по старом календару.
| 1910. година 1911. година 1912. година 1913. година 1914. година 1915. година 1916. година 1917. година 1918. година |

## 1910. година

#### 7. јануар (25. децембар 1909. по с.к.)
- У Београду од 7. до 9. јануара (25—27. децембар 1909. по с.к.) одржана Прва социјалдемократска балканска конференција на којој су присуствовале социјалдемократске партије и раднички покрети Србије, Хрватске и Славоније, Словеније, Босне и Херцеговине, Црне Горе, Македоније, Турске, Бугарске и Румуније. Конференција је одржана на иницијативу Српске социјалдемократске партије, а главни Реферат балканско питање и социјална демократија поднео је Димитрије Туцовић.[1]

#### 14. јануар (1. јануар по с.к.)
- у Београду покренут лист Борба, полумесечни часопис Српске социјалдемократске партије. Уредник листа био је Димитрије Туцовић, а са једногодишњим прекидом, због балканских ратова, лист је излазио до 1. јула 1914. када је почео Први светски рат.[2]

#### 10. април (28. март по с.к.)
- У Краљевини Србији одржани општински избори на којима је Српска социјалдемократска партија у седам општина освојила 20 одборничких мандата.[2]

#### 19. јун (6. јун по с.к.)
- У Београду од 19. до 21. јуна (6—8. јуна по с.к.) одржан Осми конгрес Српске социјалдемократске партије на коме су реферате поднели — Павле Павловић, Аца Павловић, Душан Поповић, Недељко Кошанин, Живко Топаловић и Драгиша Лапчевић. За председника Главне партијске управе изабран је Драгиша Лапчевић, а за секретара Димитрије Туцовић.[2]

## 1918. година
| 1910. година 1911. година 1912. година 1913. година 1914. година 1915. година 1916. година 1917. година 1918. година |